# Kötélhúzás az 1908. évi nyári olimpiai játékokon
Az 1908. évi nyári olimpiai játékokon kötélhúzásban a hazai csapatok nyertek minden érmet, svéd és amerikai csapatok küzdöttek még.

## Éremtáblázat
| Az 1908. évi nyári olimpiai játékok éremtáblázata kötélhúzásban | Az 1908. évi nyári olimpiai játékok éremtáblázata kötélhúzásban | Az 1908. évi nyári olimpiai játékok éremtáblázata kötélhúzásban | Az 1908. évi nyári olimpiai játékok éremtáblázata kötélhúzásban | Az 1908. évi nyári olimpiai játékok éremtáblázata kötélhúzásban | Olimpia  |
| --------------------------------------------------------------- | --------------------------------------------------------------- | --------------------------------------------------------------- | --------------------------------------------------------------- | --------------------------------------------------------------- | -------- |
|                                                                 | Ország                                                          | Arany                                                           | Ezüst                                                           | Bronz                                                           | Összesen |
| 1.                                                              | Nagy-Britannia (GBR)                                            | 1                                                               | 1                                                               | 1                                                               | 3        |
|                                                                 |                                                                 |                                                                 |                                                                 |                                                                 |          |
| Összesen                                                        | Összesen                                                        | 1                                                               | 1                                                               | 1                                                               | 3        |

## Érmesek
| Az 1908. évi nyári olimpiai játékok éremtáblázata kötélhúzásban                                                                                                   | Az 1908. évi nyári olimpiai játékok éremtáblázata kötélhúzásban                                                                                     | Az 1908. évi nyári olimpiai játékok éremtáblázata kötélhúzásban                                                                               |
| --- | --- | --- |
| Arany | Ezüst | Bronz |
| Nagy-Britannia (GBR) | Nagy-Britannia (GBR) | Nagy-Britannia (GBR) |
| (London város rendőrsége) Edward Barrett Frederick Goodfellow William Hirons Frederick Humphreys Albert Ireton Frederick Merriman Edwin Mills John James Shepherd | (Liverpool városi rendőrség) Thomas Butler James Clark William Greggan Alexander Kidd Daniel Lowey Patrick Philbin George Smith Thomas Swindlehurst | (Metropolitan rendőrsége) Walter Chaffe Joseph Dowler Ernest Ebbage Thomas Homewood Alexander Munro William Slade Walter Tammas James Woodget |

### A többi csapat tagjai

#### Svédország
- Albrekt Almqvist
- Frans Fast
- Carl-Emil Johansson
- Emil Johansson
- Knut Johansson
- Karl Krook
- Karl-Gustaf Nilsson
- Hjalmar Wollgarth

#### USA
- Wilbur Burroughs
- Wesley Coe
- Arthur Dearborn
- John Flanagan
- Bill Horr
- Matt McGrath
- Ralph Rose
- Lee Talbott

## Résztvevők
- Egyesült Államok (USA) (8)
- Nagy-Britannia (GBR) (24)
- Svédország (SWE) (8)